# آسپیدوراس
آسپیدوراس (نام علمی: Aspidoras) یک سرده از گربه‌ماهی‌سانان از تیره گربه‌ماهی‌های زره‌دار که همه گونه‌های آن بومی کشور برزیل می‌باشند.

## طبقه‌بندی
نوع گونه این جنس Aspidoras rochai است. ریشه نام آسپیدورا از واژه یونانی aspis به معنی سپر و dora به معنی پوست گرفته شده است.
آسپیدوراس‌ها به راحتی از سایر جنس‌های زیرخانواده گربه‌ماهی‌های زره‌دار با وجود یک فونتانل استخوان پس‌سری از بقیه متمایز می‌شود. این یک ویژگی خود جداریختی برای این جنس است. بسیاری از گونه‌های آسپیدورا شبیه به هم هستند و تشخیص آنها از یکدیگر اغلب دشوار است. بدون داشتن نمونه واقعی، تشخیص یک گونه از دیگری تنها از روی عکس بسیار دشوار است. همه آنها گونه‌های کوچکی هستند. A.taurus از این نظر استثنایی است که فقط از ۵ فراتر می‌رود سانتی‌متر طول.
انحصار این جنس نشان داده شده است.

## گونه‌ها
در حال حاضر ۱۸ گونه شناخته شده در این جنس وجود دارد:

## در آکواریوم
آسپیدوراهاس‌ها در آکواریوم‌ها در شرایطی مشابه با اکثر گونه‌های کوریدوراس عملکرد نسبتاً خوبی دارند. بهترین پارامترهای آبی برای آنها پی‌اچ ۶٫۸ تا ۷٫۰ و دمای حدود ۲۲ تا ۲۶ درجه سانتیگراد است. گونه ای که به‌طور فراوان در آکواریوم‌ها می‌توان یافت، کوریدوراهای شش پره، گونه Aspidoras pauciradiatus است.